# Ronde van Spanje 2008/Eerste etappe
De eerste etappe van de Ronde van Spanje 2008 werd verreden op 30 augustus 2008 in een ploegentijdrit vanuit Granada. De eerste etappe van de grote wielerronde was 7.7 kilometer lang en was vrijwel geheel vlak.

## Verslag
Liquigas is verrassend winnaar geworden van de eerste etappe van de Ronde van Spanje. De Italiaan Filippo Pozzato kwam het eerste over de streep en werd bekroond met de gouden trui. Team Astana, met topfavoriet Alberto Contador, stelde teleur en kwam als achtste over de streep. Ook Team CSC, met de winnaar van de Ronde van Frankrijk Carlos Sastre oogde niet stabiel, met 8.32,5 was het net iets sneller dan Astana. Euskaltel-Euskadi deed zeer goede zaken, met de kopmannen Mikel Astarloza en Igor Antón zette de ploeg de tweede tijd neer. De tijdrit voor de ploeg Andalucía-Cajasur liep uit op een drama; de kopman José Luis Carrasco  Sur ging snel in de koers tegen de vlakte, de ploeg eindigde op de laatste plaats. De Nederlandse Rabobank-ploeg zette met 8.34,2 de zevende tijd neer.

## Uitslagen
| Uitslag etappe | Uitslag etappe         | Uitslag etappe | Uitslag etappe |
| rang           | renner                 | land           | tijd           |
| -------------- | ---------------------- | -------------- | -------------- |
| 1.             | Liquigas               | Italië         | 8' 21"         |
| 2.             | Euskaltel - Euskadi    | Spanje         | op 8"          |
| 3.             | Caisse d'Epargne       | Spanje         | op 9"          |
| 4.             | Quick-Step             | België         | op 10"         |
| 5.             | Team CSC-Saxo Bank     | Denemarken     | op 11"         |
| 6.             | Tinkoff Credit Systems | Rusland        | op 12"         |
| 7.             | Rabobank               | Nederland      | op 13"         |
| 8.             | Team Astana            | Luxemburg      | op 14"         |
| 9.             | Team Milram            | Duitsland      | op 15"         |
| 10.            | Gerolsteiner           | Duitsland      | op 18"         |

| Algemeen klassement | Algemeen klassement | Algemeen klassement | Algemeen klassement | Algemeen klassement |
| rang                | renner              | land                | ploeg               | tijd                |
| ------------------- | ------------------- | ------------------- | ------------------- | ------------------- |
|                     | Filippo Pozzato     | Italië              | Liquigas            | 8' 21"              |
| 2.                  | Valerio Agnoli      | Italië              | Liquigas            | z.t.                |
| 3.                  | Manuel Quinziato    | Italië              | Liquigas            | z.t.                |
| 4.                  | Daniele Bennati     | Italië              | Liquigas            | z.t.                |
| 5.                  | Alessandro Vanotti  | Italië              | Liquigas            | z.t.                |
| 6.                  | Enrico Franzoi      | Italië              | Liquigas            | z.t.                |
| 7.                  | Gorazd Štangelj     | Slovenië            | Liquigas            | z.t.                |
| 8.                  | Igor Antón          | Spanje              | Euskaltel - Euskadi | op 8"               |
| 9.                  | Koldo Fernández     | Spanje              | Euskaltel - Euskadi | op 8"               |
| 10.                 | Mikel Astarloza     | Spanje              | Euskaltel - Euskadi | op 8"               |

1e etappe ·
2e etappe ·
3e etappe ·
4e etappe ·
5e etappe ·
6e etappe ·
7e etappe ·
8e etappe ·
9e etappe ·
10e etappe ·
11e etappe ·
12e etappe ·
13e etappe ·
14e etappe ·
15e etappe ·
16e etappe ·
17e etappe ·
18e etappe ·
19e etappe ·
20e etappe ·
21e etappe

Startlijst · Eindstanden · Afbeeldingen
 winnaars · rode trui · 
 puntenklassement · 
 bergklassement · 
 combinatieklassement · 
 jongerenklassement · 
 ploegenklassement · 
 strijdlust

 Belgische leiderstruidragers · etappewinnaars

 Nederlandse leiderstruidragers · etappewinnaars
1935 · 1936 · 1937 · 1938 · 1939 · 1940 · 1941 · 1942 · 1943 · 1944 · 1945 · 1946 · 1947 · 1948 · 1949 · 1950 · 1951 · 1952 · 1953 · 1954 · 1955 · 1956 · 1957 · 1958 · 1959 · 1960 · 1961 · 1962 · 1963 · 1964 · 1965 · 1966 · 1967 · 1968 · 1969 · 1970 · 1971 · 1972 · 1973 · 1974 · 1975 · 1976 · 1977 · 1978 · 1979 · 1980 · 1981 · 1982 · 1983 · 1984 · 1985 · 1986 · 1987 · 1988 · 1989 · 1990 · 1991 · 1992 · 1993 · 1994 · 1995 · 1996 · 1997 · 1998 · 1999 · 2000 · 2001 · 2002 · 2003 · 2004 · 2005 · 2006 · 2007 · 2008 · 2009 · 2010 · 2011 · 2012 · 2013 · 2014 · 2015 · 2016 · 2017 · 2018 · 2019 · 2020 · 2021 · 2022 · 2023 · 2024 · 2025